# Lawther Knoll
Der Lawther Knoll ist ein 315 m hoher, abgerundeter und mit Geröll überlagerter Hügel im Osten von Annenkov Island vor der Südküste Südgeorgiens.
Das UK Antarctic Place-Names Committee benannte ihn 1977 nach Eric George Lawther (* 1947), der als Geologe des British Antarctic Survey zwischen 1972 und 1973 auf Annenkov Island tätig war.